# PC-BSD
PC-BSD (in seguito divenuto TrueOS) era una distribuzione di tipo Unix-like, orientata verso il desktop, basata su FreeBSD, inizialmente con lo scopo di rendere più facili per l'utente alcuni processi come l'installazione utilizzando un'interfaccia grafica, come KDE, LXDE, GNOME e Xfce.
Era quindi un sistema operativo più semplice ed user friendly rispetto al genitore e non, piuttosto, un fork del progetto originario. PC-BSD supportava le architetture a 32 e a 64 bit (rispettivamente x86 e x86-64).

## Storia
PC-BSD è stato originariamente creato da Kris Moore, un professionista di FreeBSD, agli inizi del 2005. L'obiettivo di Kris Moore era infatti quello di rendere FreeBSD facile da usare per tutti sul desktop e da allora si è sempre focalizzato sull'usabilità con l'aggiunta di strumenti di amministrazione grafici e il sistema di gestione dei pacchetti.
La prima beta consisteva solo di una interfaccia grafica (installer di tipo GUI) che permetteva all'utente di installare un sistema FreeBSD 6 con KDE3 preconfigurato. Questa è stata una grande innovazione per quel tempo, infatti, prima chiunque avesse voluto installare FreeBSD era costretto ad utilizzare un installatore testuale.
Dal 10 ottobre 2006, PC-BSD venne supportato da iXsystems, un enterprise-class hardware solution provider mentre Kris Moore  lavorava come sviluppatore a tempo pieno e leader del progetto PC-BSD alla iXsystems.
Dalla versione 9.0 (lanciata il 14 gennaio 2012) venivano  pienamente supportati anche gli ambienti grafici LXDE, GNOME 2 e XFCE. Altri ambienti grafici erano  disponibili, ma non ufficialmente supportati.
Dalla versione 10.0 (lanciata il 29 gennaio 2014) erano pienamente supportati anche gli ambienti grafici CINNAMON, GNOME 3 e MATE, mentre non venne più supportato il desktop environment GNOME 2, cui subentrò l'ambiente grafico MATE.
Il 1º settembre 2016 venne annunciata l'evoluzione del progetto PC-BSD nel progetto TrueOS.
Lo sviluppo di questo sistema è stato interrotto nel 2016 ma anche il suo successore, TrueOS non è più sviluppato. Il team di sviluppo si è concentrato su un sottoinsieme specializzato chiamato TrueNas Core.

## Caratteristiche

### Licenza
Gli sviluppatori si conformarono quindi a distribuire il sistema PC-BSD sotto licenza BSD, la quale permetteva di modificare, copiare e redistribuire liberamente e senza restrizioni sia il sorgente sia il binario.

## Requisiti di PC-BSD 9.x
Requisiti minimi di sistema:
- Pentium II o maggiore
- 512 MB RAM
- 4GB di spazio libero sul disco fisso
- Scheda di rete
- Scheda audio

Requisiti raccomandati:
- Pentium 4 o maggiore
- 1024 MB of RAM
- 20GB di spazio libero su disco fisso
- Scheda di rete
- Scheda audio
- Scheda video con supporto all'accelerazione 3D (NVIDIA o Intel)

Per giocare a videogiochi moderni, si consigliava una CPU veloce e, per creare una raccolta di musica e video, si raccomandava un disco rigido capiente.

## Storico delle versioni
Dalla versione 7, PC-BSD ha cominciato a seguire la stessa versione di FreeBSD. PC-BSD supportava di default esclusivamente l'ambiente desktop KDE 4, l'installazione di altri ambienti desktop era comunque possibile anche se erano pienamente integrati con i programmi del sistema operativo, ad esempio il gestore dei pacchetti PBI si basava su librerie KDE.

### Gestione dei pacchetti di PC-BSD
Il sistema di gestione dei pacchetti di PC-BSD aveva un approccio differente a molti sistemi operativi Unix-like: sebbene la maggior parte del software fosse disponibile attraverso il sistema dei ports con in FreeBSD, PC-BSD utilizzava anche pacchetti precompilati con l'estensione .pbi (PC-BSD Installer o Push Button Installer) che installavano immediatamente il software (alla versione 8.2, furono più di 400 le applicazioni precompilate con l'estensione .pbi.), senza bisogno di comandi dal terminale ma con un'applicazione grafica similmente al DesktopBSD. Esisteva un gestore grafico dei pacchetti molto efficiente.
Tutti i pacchetti di software venivano installati nel ramo /Programs, diminuendo così in modo drastico il numero di luoghi in cui cercare un eseguibile installato. Il sistema dei pacchetti si occupava anche di creare un collegamento nel menu KDE e nel desktop. Lo scopo di questa gestione era facilitare l'utenza proveniente da sistemi Microsoft Windows.
L'unico problema iniziale era quello di dover riadattare il software già esistente per FreeBSD in pacchetti PBI, ma al giorno d'oggi sono  disponibili moltissime applicazioni grazie al contributo della comunità.

### Ambienti molti
Dalla versione 9.0 fu possibile selezionare già in fase di installazione l'ambiente desktop preferito (con pieno supporto come per KDE oggi), tra cui: GNOME, Xfce, LXDE ed altri.